# Barkhamsted
Barkhamsted är en kommun (town) i Litchfield County, Connecticut, USA. Vid folkräkningen år 2000 bodde 3 494 personer på orten. Den har enligt United States Census Bureau en area på totalt 100,5 km² varav 6,8 km² är vatten.
Barkhamsted har fått sitt namn efter Berkhamsted i Hertfordshire.